# Xavier Mertz
Xavier Mertz (Basilea, Suiza, 6 de octubre de 1882 – 8 de enero de 1913) fue un explorador, montañista y esquiador suizo. Formó parte del Far Eastern Party, una componente de la Expedición Antártica Australiana (1912-1913), durante la cual pierde la vida. El glaciar Mertz fue nombrado en su honor.
Hijo de un fabricante de maquinaria textil, Mertz estudió Derecho y se doctoró en la Universidad de Berna, y ciencias en la Universidad de Lausana, especializándose en los procesos de formación de glaciares y montañas. Siendo estudiante, Mertz se convierte en un activo esquiador, tomando parte en competiciones nacionales, y como montañista asciende muchs de las cumbres más elevadas de los Alpes. A comienzos de 1911, Mertz fue contratado por el geólogo y explorador Douglas Mawson para su Expedición Antártica Australiana. Inicialmente se le contrató como instructor de esquí, pero una vez en la Antártida ,Mertz trabajó junto a Belgrave Edward Sutton Ninnis en el cuidado de los perros de Groenlandia o huskys de la expedición. 
En el verano 1912–13, Mertz y Ninnis fueron elegidos por Mawson para acompañarlo en la exploración del Lejano Este, utilizando perros para impulsar los trineos a mayor velocidad desde la base de la expedición en la Tierra Adelia hacia Tierra Victoria. Luego de que Ninnis y un trineo que transportaba la mayoría de los alimentos desaparecieran en una grieta a 500 km del refugio, Mertz y Mawson emprendieron el regreso hacia el oeste, utilizando a los perros para suplementar sus raciones alimenticias. A unos 160 km de la seguridad, Mertz falleció, y Mawson debió continuar solo. La causa del fallecimiento de Mertz nunca pudo ser establecida con certeza; la teoría normalmente mencionada es que falleció por hipervitaminosis A (un exceso de ingesta de vitamina A) por consumir los hígados de los huskies. Otras teorías sugieren que murió a causa de una combinación de mala alimentación, un cambio en la dieta, frío y estrés psicológico.